# 土岡博
土岡博（つちおか ひろし、1917年 - 1952年6月26日）は、日本のヤクザ。土岡組組長。広島県呉市阿賀町出身。

## 経歴
1944年、広島の博徒渡辺長次郎の舎弟となる。同年、召集令状によって出征した。
1945年秋、呉市阿賀町に復員。同年12月に土岡組を結成した。賭場の利権などを巡り山村組山村辰雄との関係が悪化し1949年9月27日、32口径モーゼル拳銃で山村組美能幸三に広島市猿猴橋の路上で河面清志とともに襲撃された。病院に運ばれ一時は意識不明の重体となったが命は取り留めた。この後、山村・小原組連合との抗争は激化した。
1951年9月、賭博罪で逮捕され、広島刑務所に収監された。1952年6月24日、広島刑務所を出所した。同年6月26日午後7時半頃、阿賀西町の海岸通りで山村組若頭佐々木哲彦の若衆坂根鉄郎により至近距離から拳銃で頭部を撃たれて即死した。土岡博の死亡により土岡組は崩壊した。

## 土岡博関連の映画・オリジナルビデオ
深作欣二監督『仁義なき戦い』（1973年、東映）、土居清のモデルは土岡博。土居清役は、名和宏